# سوکاگاوا ۹۱۹۶
سیارک ۹۱۹۶ (به انگلیسی: 9196 Sukagawa، نامگذاری:1992WP5) نه هزار و صد و نود و ششمین سیارک کشف شده‌است که در ۲۷ نوامبر ۱۹۹۲ کشف شد.
قدر مطلق سیارک برابر ۱۳٫۳۰ است.